# 塞里尼 (奥恩省)
塞里尼（法語：Sérigny，法語發音：[seʁiɲi] ⓘ）是法国奥恩省的一个旧市镇，属于莫尔塔涅欧佩什区。2017年，塞里尼与临近的5个市镇合并为新市镇佩尔什地区贝尔福雷。

## 地理
塞里尼（48°22'19"N, 0°34'27"E）面积15 平方千米，位于法国诺曼底大区奧恩省，该省份为法国西北部内陆省份，北起顺时针与卡爾瓦多斯省、厄尔省、厄尔-卢瓦省、萨尔特省、马耶讷省和芒什省接壤。
与塞里尼接壤的市镇（或旧市镇、城区）包括：圣旺德拉库尔、阿珀奈苏贝莱姆、贝莱姆、科洛纳尔-科吕贝尔、达姆玛丽、圣让德拉福雷、圣马丹-迪维约贝莱姆。

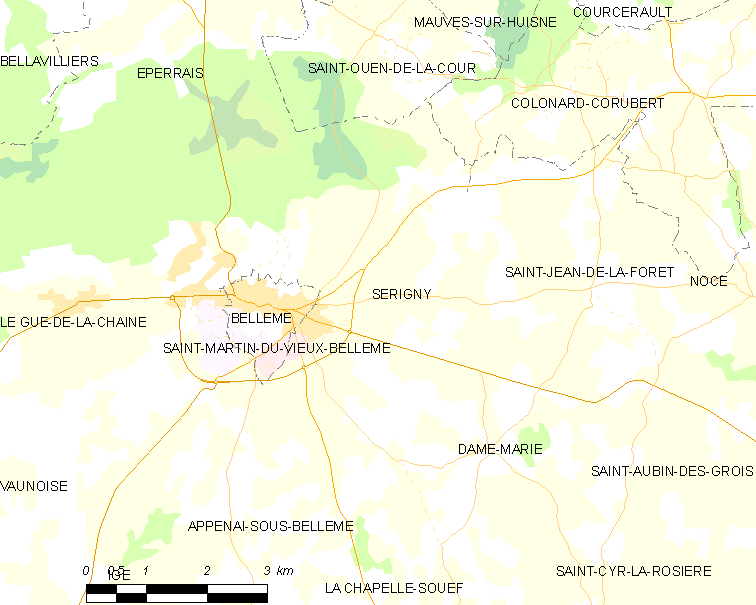
的OSM定位图

塞里尼的时区为UTC+01:00、UTC+02:00（夏令时）。

## 行政
塞里尼的邮政编码为61130，INSEE市镇编码为61471。

## 政治
塞里尼所属的省级选区为瑟通县。

## 人口

1962-2008年间人口变化图示

塞里尼于2018年1月1日时的人口数量为378人。